# Maria Davidoff
Maria Samóilivna Davídova, rus: Мария Самойловна Давидовна, transcripcions alternatives usuals Maria Samojlowna Davidova, o Davydov o Davidoff (Sant Petersburg, 21 de gener de 1889 - París, 11 de novembre de 1987), fou una mezzosoprano russa.
La Temporada 1925-1926 va cantar al Gran Teatre del Liceu de Barcelona.